# Makronísi (ö i Grekland, Grekiska fastlandet)
Makronísi är en ö i Grekland.   Den ligger i regionen Grekiska fastlandet, i den sydöstra delen av landet, 70 km väster om huvudstaden Aten. Arean är 1,1 kvadratkilometer.
Terrängen på Makronísi är lite kuperad. Öns högsta punkt är 104 meter över havet. Den sträcker sig 0,7 kilometer i nord-sydlig riktning, och 2,1 kilometer i öst-västlig riktning.